# Helmut Wilk (Fußballspieler)
Helmut Wilk (* 25. März 1940) ist ein ehemaliger deutscher Fußballtorwart. Für den SC Chemie Halle/Hallescher FC Chemie spielte er von 1961 bis 1968 106-mal in der DDR-Oberliga, der höchsten Spielklasse des DDR-Fußballs. 1962 wurde er mit dem SC Chemie Halle DDR-Pokalsieger.

## Sportliche Laufbahn
Bevor Helmut Wilk 1961 zum Oberligisten SC Chemie Halle, dem Fußballschwerpunkt des Bezirkes Halle wechselte, war er Torwart bei der  Betriebssportgemeinschaft (BSG) Motor Aschersleben in der drittklassigen II. DDR-Liga. 1961 wurde der DDR-Fußball vom Kalenderspieljahr auf den Sommer-Frühjahr-Spielrhythmus umgestellt. Dazu musste in der Oberliga zwischen März 1961 und Juni 1962 eine 39 Spiele umfassende Serie ausgetragen werden. Im offiziellen Oberligaaufgebot führte der SC Chemie Wilk als zweiten Torwart hinter Heinz Weise auf. Dieser erlitt bereits nach dem ersten Punktspiel einen Armbruch, sodass Wilk ihn in den folgenden Spieltagen vertrat. Nachdem er vier Oberligaspiele absolviert hatte, verletzte er sich ebenfalls. Nach weiteren fünf Einsätzen im zweiten Drittel der Saison musste er das Tor wieder Weise überlassen, den er seinerseits wieder vom 30. bis zum 39. Spieltag ablöste. Dadurch bekam Wilk auch die Gelegenheit, im Pokalendspiel eingesetzt zu werden, das der SC Chemie Halle mit 3:1 über den SC Dynamo Berlin gewann. Auch 1962/63 konnte sich keiner der Hallenser Torhüter auf Dauer durchsetzen, mit 14 Einsätzen in der nun 26 Spiele dauernden Saison wies Wilk schließlich die meisten Punktspiele auf. In der Saison 1963/64 gelang Wilk der Durchbruch zur Nummer eins im Tor des SC Chemie, denn er bestritt alle 26 Oberligaspiele. Am Saisonende mussten die Hallenser zum wiederholten Male aus der DDR-Oberliga absteigen. In der DDR-Liga blieb Wilk Stammtorhüter, wenngleich er von den 30 Punktspielen nur 19 Begegnungen absolvierte. Wie immer kehrte Chemie Halle sofort in die Oberliga zurück. Für die neue Oberligasaison 1965/66 hatte der Club mit Peter Nauert einen neuen Torwart engagiert, der im Saisonaufgebot vor Wilk als neue Nummer eins genannt wurde. Nauert bestritt auch alle Spiele der Hinrunde, erst als er in der Rückrunde mehrmals aussetzen musste, kam Wilk bis zum Saisonende noch zu neun Oberligaspielen. Zu dieser Zeit spielten die Hallenser bereits als Hallescher FC Chemie. In der Spielzeit 1967/68 veränderte sich die Situation wieder zugunsten von Wilk, der mit seinen 20 Punktspieleinsätzen wieder zum Stammtorwart des HFC wurde. Als solcher ging Wilk auch in die Saison 1967/68, konnte in der Hinrunde auch zehn Punktspiele absolvieren. In der Rückrunde wurde er aber von Ralf Heine abgelöst, der im Laufe der Saison zu den Hallensern gestoßen war. Wilk kam nur noch in den beiden letzten Punktspielen zum Einsatz. In seiner letzten Oberligasaison wurde Wilk bis zum Dezember 1968 nur noch dreimal in einem Oberligaspiel aufgeboten. Stattdessen spielte er in der drittklassigen Bezirksligaelf Hallescher FC Chemie II, mit dem er am Saisonende den Aufstieg in die DDR-Liga schaffte. Anschließend beendete er seine Laufbahn im höherklassigen Fußball.